# Карра Елехальде
Карра Елехальде (10 жовтня 1960, Віторія-Гастейс, Іспанія) — іспанський актор. Дворазовий лауреат премії Гойя.

## Вибіркова фільмографія
- Крила метелика (1991)
- Корови (1992)
- Операція «Мутанти» (1992)
- Руда білка (1993)
- Кіка (1993)
- Лічені дні (1994)
- Земля (1996)
- Лазаро з Тормеса (2001)
- Часова петля (2007)
- Б'ютифул (2010)
- Вісім баськських прізвищ (2014)
- Вісім каталонських прізвищ (2015)
- 100 метрів (2016)